# 臺紐經濟合作協定
紐西蘭與臺澎金馬個別關稅領域經濟合作協定，簡稱臺紐經濟合作協定。是中華民國與兩國在世界貿易組織架構下，以會員身份締結的一個自由貿易協定。
2013年7月10日於紐西蘭首都威靈頓正式完成簽署，同年10月29日經立法院通過生效。
協定共計25章，包括貨品貿易、原產地規則、關務程序與合作、跨境服務貿易、投資、政府採購、爭端解決、技術性貿易障礙、衛生檢驗與動植物防疫檢疫、電子商務、競爭政策、智慧財產權、體制性安排及一般共通議題（前言、總則、定義、一般例外、透明化），以及勞工、環境、原住民、影視共同製作等合作議題。
此為中華民國首次與非邦交國和已開發國家簽署經貿協定，為重大突破。也象徵台灣朝向融入區域整合、連結亞太、布局全球的政策目標，跨出重要的一步。

## 台紐洽簽經濟合作協定大事紀
依據經濟部的台紐經濟合作協定網頁，台紐雙方經濟合作協定大事紀如下：
1. 2011年10月25日駐紐西蘭臺北經濟文化代表處及紐西蘭商工辦事處共同發布新聞，同意就雙方簽屬經濟合作協定進行個別可行性研究。
2. 2011年12月15日雙方駐處續聯合發表新聞，宣布完成個別研究，將展開共同研究。
3. 2012年5月18日臺紐雙方同步透過彼此駐處發布新聞展開臺紐經濟合作協定談判。
4. 2013年7月10日簽署協定。

## 相關網站
- 臺紐經濟合作協定，中華民國經濟部 （繁體中文）